# 경덕초등학교
경덕초등학교는 대한민국 충청북도 청주시 흥덕구에 있는 초등학교다.

## 학교 연혁
- 1997.05.02 경덕초등학교 설립 인가
- 1999.09.01 경덕초등학교 개교
- 2000.03.13 경덕초등학교 병설유치원 개원
- 2010.03.01 충청북도교육청지정 교육실습협력학교(청주교육대학교)
- 2012.03.01 충청북도교육청지정 교육실습협력학교(한국교원대학교)
- 2012.09.01 제7대 장성진 교장 부임
- 2012.12.20 학교평가 결과 우수학교 표창(충청북도교육감)
- 2013.12.13 다 행복한 학교 우수학교 표창(충청북도청주교육지원청 교육장)
- 2015.02.13 제15회 졸업생 122명 배출(총 졸업생 3,278명)
- 2015.03.01 30학급 편성(일반 26, 유치원 3, 특수 1)
- 2017.02.17	제 17회 졸업생 113명 배출(총 졸업생 3,499명)
- 2017.03.01	26학급 편성(일반22, 유치원 3, 특수1)
- 2017.03.01	충청북도교육청지정 교육실습협력학교(청주교육대학교)
- 2018.03.01	제 9대 이석임 교장 부임